# Hørg
Et hørg (oldnordisk: hǫrgr; plural. hǫrgar) er et alter, som almindeligvis blev opført af opdyngede sten. I den traditionelle nordiske religion blev et hørg brugt ved den type af ofringhandlinger, der kaldtes blót. Det fremgår imidlertid ikke klart af kilderne, hvordan et hørg så ud, og hvordan det blev brugt i rituelt.

## Oprindelse
Begrebet stammer fra det protogermanske ord *har(u)gaz. Det kan genfindes i det oldhøjtyske ord haruc (plural. harugâ) og det angelsaksiske hearg (plural. heargas), det har overlevet i stednavne som fx Harrow og betyder helligsted. I Sverige blev formen Harge brugt, mens man i Danmark brugte harr, som sandsynligvis bl.a. indgår i det moderne navn Har(r)eskoven. Nær Sumba på Færøerne findes en lokalitet kaldet Hørg, ligesom navnet på den skånske by Höör menes at have samme oprindelse.
Ordet hørg har været almindelig brugt i vikingetiden, og har udover helligsted haft flere andre betydninger, herunder stensætning, høj eller klippe. I mange kilder er den religiøse funktion af hørget dog tydelig. De kilder viser, at et hørg bestod af en stensætning, hvor der måske var opstillet gudestatuer rundt om. Nogle steder kunne der være opført en egentlig bygningskonstruktion omkring hørget, men almindeligvis har det sikkert stået i det fri. Selve stensætningen blev formentlig benyttet til ofringer, fx slagtofre af dyr.
Jacob Grimm oplister i værket Deutsche Mythologie ordet haruc kan oversættes med; fx de latinske begreber fanum, delubrum (tempel, helligdom), lucus, nemus (lund) og det græske temenos (hellig grund). Teksten nemus plantavit: forst flanzôta, edo haruc, edo wih (Diut. 1, 492) (han plantede en lund, eller haruc (hørg) eller wih (vi)) var ifølge Grimm et tegn på, at haruc ligesom wih oprindeligt betød hellig lund.
I den tyske Lex Ripuaria fra 7. århundrede er termen harahus "hellig-hus" blevet overleveret fra hedensk tid, det refererer til et domhus, oprindeligt opført i træ. I digtet Beowulf stammer ordet heargtræf "hellig-træf" (Beowulf 349), det islandske digt Völuspá fortæller at aserne i urtiden byggede hörg ok hof. Snorre Sturlason dette første hørg som en bygning: Et andet Hus byggede de; det var en Hørg, som tilhørte Gudinderne. Det fik Finnur Jónsson til at konkludere, at hørg betød et Hus, maaske snarest Tempel for Gudinderne I dag bliver et hørg almindeligvis beskrevet som et alter, der står frit.Den norske religionsforsker Gro Steinsland har foreslået af nogle af dem sagtens kan have haft en tagkonstruktion over sig, der kunne beskytte det mod vejrliget, som kunne have udviklet sig til et egentligt hus. Hun mener også, at der sandsynligvis var store lokale variationer i udformningen af den type helligdom, hvilket skyldtes både forskelle i traditioner og økonomiske ressourcer.

## Funktion i nordisk religion
Under en offerceremoni fungerede et hørg muligvis som et alter, hvor en skål, som indeholdt blodet fra et offerdyr, kunne placeres. Ofring af forskellige dyr til guderne var en almindelig praksis, men de egentlige rituelle handlinger omtales kun sjældent i kilderne. Af visse kilder fremgår det dog, at man ved de såkaldte blót dyppede blóthlauth (sammenbundede kviste) i blodet, og derpå stænkede det på ritualdeltagerne. Det fungerede som en indvielse. På baggrund af de skriftlige kilder, er det blevet foreslået, at et hørg har været et udendørs helligsted. Det bestod formentlig af en stensætning, hvor der måske var opstillet statuer, der forestillede guder rundt om.
I digtet Hyndluljóð fra Ældre Edda beskrives et hørg, der blev bygget til Freja af Ottar. I digtet lyder det: hǫrg hann mér gerði hlaðinn steinum; nú er grjót þat at gleri orðit; rauð hann í nýju nauta blóði; som kan oversættes med: Han bygged mig en Hørg
af høje Sten.
Nu straaler den
som det stærke Glar.
Atter han rødned
med Offerblod,
Ottar troed altid
paa os Asynjer Det stærke Glar kan være en hentydning til brugen af ild i forbindelse med ritualet. Ud fra beskrivelsen skete dette sandsynligvis i forbindelse med en ofring til guidinden. I anden fortælling, Heidreks saga, fortælles det om kong Alf, at han rødfarvede hørgen under et diseblót.
I Hareskoven nord for København er der blevet konstateret flere stendynger, der med sikkerhed er menneskeskabte. Det har imidlertid været umuligt at datere deres alder. Et af anlæggene kan muligvis være resterne af et gravanlæg fra Yngre stenalder (3900-3500 f.v.t.), der har genbrugt som helligsted senere i jernalderen (500 f.v.t. – ca. 1000 e.v.t.).
Ifølge lokal overlevering blev det hedenske blót stadig praktiseret på bjerget Trollkyrka i Tiveden så sent som i 19. århundrede.
Under arkæologiske udgravninger på et areal i Ranheim i Trondheim i Norge i 2010 blev opdyngede sten i et førkristent kultanlæg tolket som et hørg.